# アイのシナリオ
「アイのシナリオ」は、CHiCO with HoneyWorksの2枚目のシングル。2015年2月4日に発売された。

## 概要
CDジャケットには主題歌とする「まじっく快斗1412」の主人公である怪盗キッドが描かれている。
また初回限定版には、ろこるがデザインし、ヤマコがイラストを描いたオリジナルキャラクターが描かれている。

## 収録内容
| 全作詞・作曲・編曲: HoneyWorks。 |                                                                                   |            |            |      |
| #                                | タイトル                                                                          | 作詞       | 作曲・編曲 | 時間 |
| 1.                               | 「アイのシナリオ」(日本テレビ系アニメ「まじっく快斗1412」第2期オープニングテーマ) | HoneyWorks | HoneyWorks | 4:18 |
| 2.                               | 「ユキドケ」                                                                      | HoneyWorks | HoneyWorks | 4:46 |
| 3.                               | 「アイのシナリオ」(instrumental)                                                  | HoneyWorks | HoneyWorks | 4:18 |
| 4.                               | 「ユキドケ」(instrumental)                                                        | HoneyWorks | HoneyWorks | 4:46 |
| 合計時間:                        | 合計時間:                                                                         | 18:09      |            |      |

## 楽曲・動画制作メンバー
- ギター：Oji[4]
- ベース：shito[4]
- ピアノ：cake[4]
- ドラム：Atsuyuk![4]
- イラスト・動画：yamako（ヤマコ）[4]

## カバー
- Afterglow［美竹蘭（佐倉綾音）］ - ゲーム『バンドリ! ガールズバンドパーティ!』に収録（2019年9月18日追加[5]）。